# الظهوريون
الظهوريون أو الظهوريين والمفرد الظهوري هي قبيلة عربية أصيلة يسكنون حالياً في سلطنة عمان وخاصة رؤوس الجبال (مسندم) وبعض اجزاء الإمارات العربية المتحدة في مدينة دبا وإمارة رأس الخيمة.

## نسب الظهوريين
إن العرب ينقسمون إلى ثلاث أقسام هما العرب القحطانيون والعدنانيون والكنعانيون‘والظهوريين من عرب قحطان بن هود عليه السلام ‘وقد جاء عن نسبهم كالتالي: لقد ورد في كتاب فتح رب الأرباب بما أهمل في لب اللباب من الأنساب تأليف عباس بن محمد بن أحمد بن السيد رضوان المدني) في حرف الظاء المعجمة ما نصه: الظهوري لظهور بلد بالبحرين من أرض مهرة بأقصى اليمن وفي كتاب معجم البلدان لياقوت الحموي ذكر لهذه البلد إذ يقول: ظهور بلد بالبحر من أرض مهرة بأقصى اليمن له ذكر في الردة.ومما ذكر في الردة عن هذا ما ورد في تاريخ الرسل والملوك لابن جرير الطبري (خبر مهرة بالنجد) بعد أن خرج إليهم عكرمة في جنده وقتاله إياهم ما نصه (وأقام عكرمة حتى جمعهم على الذي يحب، وجمع أهل النجد وأهل رياضة الروضة وأهل الساحل وأهل الجزائر وأهل المر واللبان وأهل جيروت و (ظهور الشحر) والصبرات وينعب وذات الخيم فبايعوا على الإسلام...)). وورد في كتاب المفصل في تاريخ العرب قبل الإسلام لعلي جواد الطاهر مانصه (ومن مواضع «مهرة» رياض الروضة بأقصى اليمن من مهرة و«جيروت» و«ظهور الشحر» و «الصبرات» و «ينعب» و «ذات الخيم»)).ويقول البلازي في فتوح البلدان: وجمع قوم من مهرة بن حيدان بن عمرو بن الحاف بن قضاعة جمعا فأتاهم عكرمة فلم يقاتلوه وأدوا الصدقة.))وعليه فإن الظهوريين يرجع نسبهم إلى قبيلة قضاعة العربية الأصيلة.
ورد في كتاب فتح رب الأرباب بما أهمل في لب اللباب من واجب الأنساب، تأليف عباس بن محمدبن أحمد بن السيد رضوان المدني في حرف الظاء المعجمة ما نصه الظهوري لظهور بلد بالبحرين من أرض مهرة بأقصى اليمن وفي كتاب معجم البلدان لياقوت الحموي ذكر لهذه البلد إذ يقول ظهور بلد بالبحر من أرض مهرة بأقصى اليمن له ذكر في الردة ومما ذكر في الردة عن هذا البلد ماورد في تاريخ الرسل والملوك لابن جرير الطبري في ذكر خبرمهرة بالنجد بعد أن خرج إليهم عكرمة في جنده وقتاله إياهم ما نصه وأقام عكرمة حتى جمعهم على الذي يحب وجمع أهل النجد وأهل رياضة الروضة وأهل الساحل وأهل الجزائر وأهل المر واللبان وأهل جيروت وظهور الشحر والصبرات وينعب وذات الخيم فبايعوا على الإسلام.
وورد في كتاب المفصل في تاريخ العرب قبل الإسلام لعلي جواد الطاهر ما نصه ومن مواضع مهرة رياض الروضة بأقصى اليمن من مهرة وجيروت وظهور الشحر والصبرات وينعب وذات الخيم.
ويقول البلازي في فتوح البلدان وجمع قوم من مهرة بن حيدان بن عمرو بن الحاف بن قضاعة جمعا فأتاهم عكرمة فلم يقاتلوه وأدوا الصدقة وعليه فإن الظهوريين يرجع نسبهم إلى قبيلة قضاعة العربية الأصيلة ولقد ذكر ابن خلدون في تاريخهما نصه ثم استقل ببلاد الشحر مهرة بن حيدان بن الحاف بن قضاعة وعرفت به
وورد في كتاب معجم ما استعجم لأبي عبيدالبكري الأندلسي وإن مهرة أقامت هناك وصارت منازلهم الشحر وإنه مهرة بن حيدان بن عمران بن الحاف.. وقد ثار خلاف كبير بين النسبين العدنانيين والقحطانيين حول نسب قضاعة منذمطلع العصر الأموي وشارك في هذا النزاع الخلفاء والولاة والشعراء ورؤساء القبائل ولعبت التيارات المختلفة دورا بارزافي ذلك ويظهر أن ضخامة قبيلة قضاعة وإتصالها بأحداث العصر الأموي كان محور هذا النزاع والدافع إليه وكان ضم قضاعة إلى أحد الجانبين المتنازعين يرجح كفة أحدهما سياسيا وقبليا وقد انتهى الخلاف بغلبة الاتجاه اليماني
وفي ذلك يقول الصحابي عمروبن مرة القضاعي: نحن بنو الشيخ الهجان الأزهر قضاعة بن مالك بن حمير
ومن همذه بن قرضم بن العجيل بن قثاث بن قمومي بن نقلل بن العيدي بن الآمري المهري منمهرة بن حيدان.وفد على النبي-صلى الله عليه وسلم-فكان يكرمه لبعد مسافته لأنه قدم من أرض الشحر فلما أراد الانصراف حمله وكتب له كتابا فهو عندهم.نقلا عن أسد الغابة لابن الأثير ولقد ورد ذكر الظهوريين في العصر الحديث والكتابات المعاصرة على أنها قبيلة عريقة قديمة لها سجل حافل ودور بارز في حلقات الصراع والأحداث في شبه الجزيرة العربية على مر العصور، إذ يقول لوريمر في دليل الخليج ما نصه تقطن قبيلة الظهوريين منطقة رؤوس الجبال في سلطنة عمان ولربط الماضي بالحاضر وللبعد الجغرافي بين أرض مهرة والشحر من ناحية وبين رؤوس الجبال في عمان من ناحية أخرى
ورد في موسوعة السلطان قابوس لأسماء العرب الظهوري من ظهر وزن الفعولي نسبة إلى الظهور وهووضوح الشيء وبروزه بعد الخفاء، والارتقاء والعلو، والظهور على الأمر الإطلاع عليه، والظهور على العدو وبه الظفر، وفي القرآن الكريم: إنهم إن يظهروا عليكم يرجموكم، والظهور بالحاجة الاستخفاف بها وعدم الخفة لها وظهور الطير من بلد كذا انحداره منه إليه، والظهور بالشيء الفخر، وظهور بلد باليمن.
ومن صور النطق المحلي الظهوري،
وهناك علاقة قوية لهم بالبحر مما أتاحت لهم الاتصال بسلاطين هرمز والذي يرجح بأن الظهوريين من نسلهم وأهل الحل والعقد فيهم وخاصتهم وفقا للأحداث والروايات المروية.
إذ ورد في سلطنة هرمز العربية المجلد الثاني للأستاذ إبراهيم خوري والدكتور أحمد جلال التدمري مانصه
(ويقول فرانسوا غسيار داكروزفي مختصر الحولية المحلية التي ألفها توران شاه الأول إن سلاطين هرمز يفخرون جدا بانتسابهم إلى عرق قديم قدم عرق سلاطين عمان ويقولون إنهم ينتسبون إلى سيد عاش فيجزيرة العرب يسمى قحطان،
ويعبر لقب ارفخشد شاه الغريب الذي اختاره السلطان شهاب الدين عن تمسك سلا طين هرمز بأصلهم العربي الجنوبي، فأرفخشد جد قحطان الأسطوري وجدالنبي هود الذي ينتسب إليه السلطان عزالدين كردان شاه معيد السلالة إلى الحكم فيمطلع القرن الثامن الهجري/الرابع عشر الميلادي ويسمي نمديهي السلطان سلغرشاه الأولسليل هود أعظم
كما توجد كذلك في دبا الحصن قبيلة كبيرة هي قبيلة الظهوريين، وأحدهم يسمى ظهوري وهي قبيلة كبيرة العدد موطنها الأصلي رؤوس الجبال

## اللهجة الظهورية
يقول صاحب كتاب فصول من تاريخ دبا وتراثها: وللظهوريين لهجة خاصة تختلف بشكل واضح عن باقي اللهجات السائدة في المنطقة، إلا إنه من الإنصاف القول بأنه على الرغم من أن هذه اللهجة معقدة إلا أنها تقترب في أصولها من اللغة العربية
وكلام الظهوريين هو كلام عربي فصيح غير أن التضخيم والإمالة والإطالة والزيادة والإنقاص في بعض حروف الكلمات هو الذي صبغ كلا مهم بلهجة خاصة وذلك مثلهم مثل كل العرب
فمثلا يسمون الأولاد والبنات (التريوات) ويقولون عن الإنسان المجنون (مينون أو خبلان) والإنسان الزعلان (حردان)، ومن الأمثلة على بعض جمل حياتهم اليومية
| لهجة الظهورية | العربية الفصحى    |
| ------------- | ----------------- |
| وين ميشي؟     | إلى أين أنت ذاهب؟ |
| أبرلا         | لا أستطيع         |
| أستم          | البارحة           |
| حلاّ           | لا أحد            |
| حت غويزي      | أعطني نقودا       |
| إبرح          | أخرج              |
| مقبيل         | منذ فترة          |
| حمّد يسقأ      | .محمد يضحك        |
| باكر          | غداً               |
| تأَ            | تعال              |
| بلفحك         | بضربك             |
| سقيئ          | ضحك               |
| يأده          | احمق              |
| إيره          | أركض              |
| أتفيول        | أفطر              |
| اصّطبح         | تغذأَ              |

وتعد هذه اللهجة واحدة من اللهجات المعقدة في جزيرتنا العربية أمثال اللهجة المهرية والشحرية وغيرها، وتحقيقاً للرواية التي تقول بأن الظهوري لظهور بلد بالبحر من أرض مهرة بأقصى اليمن وهذه الأرض هي موطن اللهجات الشحرية والمهرية والتي اكتسبها العرب منذ أقوام قوم عاد فإن الظهوريين القدامى قد جلبوا هذه اللهجة معهم إبان مقدمهم إلى رؤوس الجبال واستقرارهم فيها وبالتالي ذيوع هذه اللهجة في منطقة رؤوس الجبال وراس الخيمة ودبا وهي تتشابه نوعا ما مع اللهجة الشحية.

## أسلحة الظهوريين

### جرز
يعد واحد من أهم أسلحة الرجل الظهوري حيث لا يتخلى عنه في حربه أو سلمه ويعد مظهرا من مظاهر الرجولة فإذا ما بلغ الشاب الحلم وجب عليه حمل هذا السلاح وحتى صغار السن يربون على حمله وهو عبارة عن عصا قوية قد ثبت في رأسها ما يشبه الفأس المعدنية وقد يضاف إليها بعض النقوش وتكفي ضربة واحدة في بعض الأحيان من هذه العصا لتردي الإنسان قتيلا

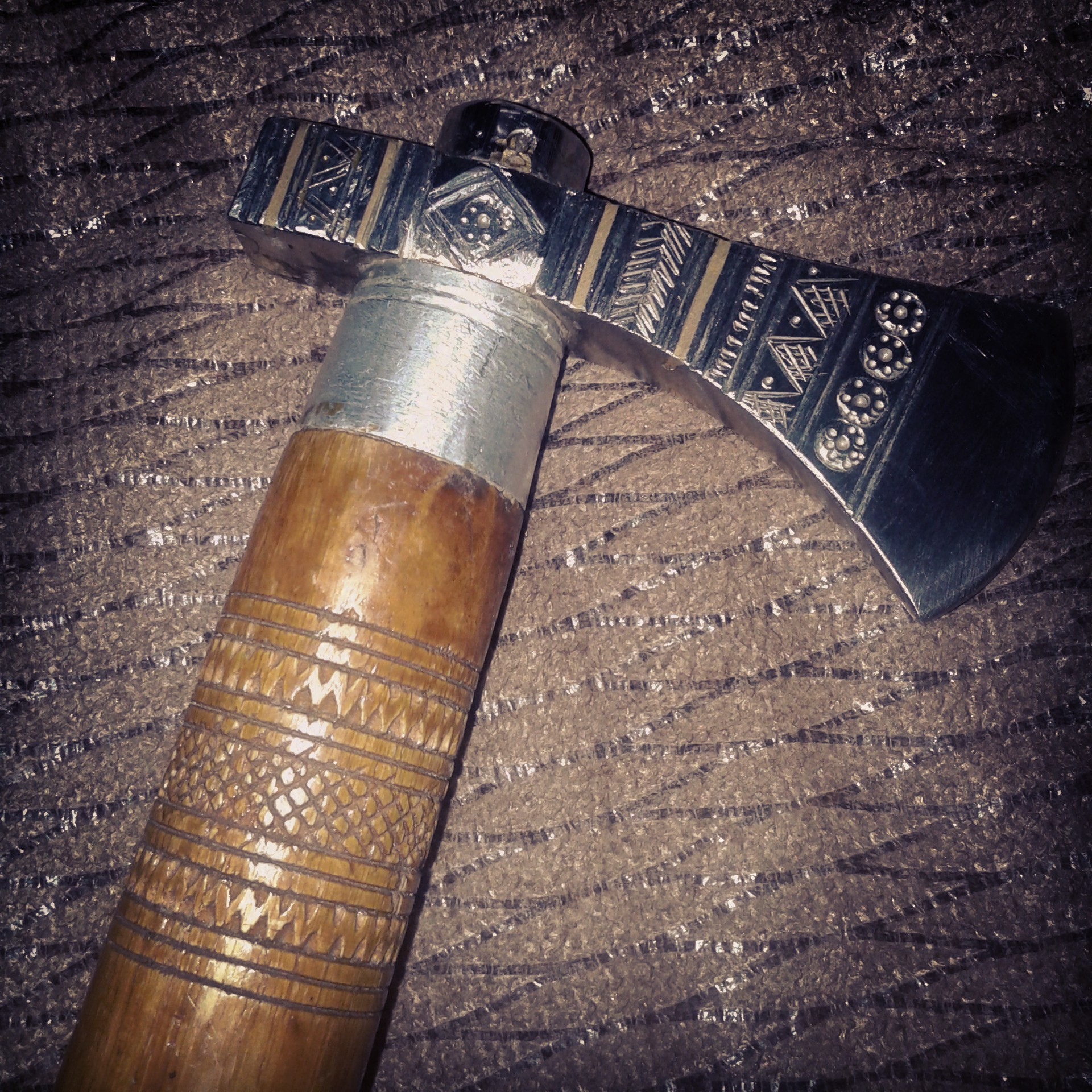
جرز

### السيف
وهو نوع من الأسلحة المعروفة لدى جميع العرب وبالإضافة للحروب يستخدمه الظهوري في القيام بالرقصات الشعبية

### بيشك
هو نوع من أنواع السكين ذات نصل حاد وهي سلاح الاشتباك القريب لا تفارق محزم الظهوري وتوضع أحيانا في وسط الرجل مع شد الإزار وإمرار الثوب (الكندورة) من فوقها بطريقة خاصة

### الخنجر
ويستخدم للزينة وللطعن في الحروب

### الكتارة
نوع من أنواع السيوف الملتوية وتتميز بشدة بأسها خصوصا في الحروب

### الكند
وهو البندقية الإنجليزية جي.تي

### المشرخ
هي نوع من البنادق

### مسلبخ
نوع من البنادق وتسمى أيضا أم فتيلة

### مانيا
وهي بندقية تعد من أشهر أسلحة المعروفة

## مناطق الظهوريين
| قانه - مسندم          | - | الفلم-مسندم |
| منصل-مسندم            |   |             |
| دبا البيعة - مسندم    |   |             |
| شابوص - مسندم         |   |             |
| البلد - مسندم         |   |             |
| صيبي - مسندم          |   |             |
| شيصة - مسندم          |   |             |
| حبلين - مسندم         |   |             |
| وادي شعم - راس الخيمة |   |             |
| صويرات - مسندم        |   |             |
| مقلب - مسندم          |   |             |
| دبا الحصن - الشارقة   |   |             |
| نيبه - مسندم          |   |             |
| شم-مسندم              |   |             |
| بركة النص -مسندم      |   |             |
| سدوي - مسندم          |   |             |
| محاس -مسندم           |   |             |
| وادي موه - مسندم      |   |             |

## عشائرالظهوريين
- بني كسيح
- بني حريز
- بني غريب
- بني ربحات
- بني محمد عبد
- بني شراره
- بني قروطي
- بني كمال
- بني خميسوه
- المحامدة
- اهل لمحاس
- بني البور
- بني عليوه
- بني سيود
- بني الغيبر
- الشهابيب
- بني غراب
- بني علوات
- اهل شابوص
- اهل صيبي
- اهل فلم
- اهل شيصة
- اهل حبلين
- بني تويرم
- بني حراش
- بنو سبت
- اهل صووي
- بني زيد
- بني حرموش
- بني الهمل
- بني حمبوص
- بني خماس
- اهل قبة
- بني صفري
- اهل مقافة
- اهل منصل
- اهل مقلب
- اهل لحريف
- اهل فوفلة
- بنو الأبيض
- بني العبد
- بنو الديب
- بني سالم
- بني الزياني
- بني علات